# Pohrebysche (huyện)
Huyện Pohrebysche (tiếng Ukraina: Погребищенський район, chuyển tự: Pohrebysches’kyi raion) là một huyện của tỉnh Vinnytsia thuộc Ukraina. Huyện Pohrebysche có diện tích 1200 km², dân số theo điều tra dân số ngày 5 tháng 12 năm 2001 là 37721 người với mật độ 31 người/km2. Trung tâm huyện nằm ở Pohrebysche.